# Walther Baier
Walther Baier (lt. Geburtsurkunde Walter Baier, * 22. Juni 1903 in Neustadt an der Haardt, Pfalz; † 4. März 2003 in Marquartstein, Oberbayern) war ein deutscher Tierarzt, Veterinärgynäkologe und -kliniker.

## Leben und Wirken
Nach der Abiturprüfung in Augsburg studierte Baier Veterinärmedizin an der Tierärztlichen Fakultät der Ludwig-Maximilians-Universität München (LMU), erhielt die Approbation als Tierarzt, arbeitete als Assistent am Institut für Tieranatomie (immer noch in München) und promovierte 1927 zum Dr. med. vet. Danach wechselte er an die Tierärztliche Hochschule Hannover (TiHo), habilitierte sich hier 1931 für das Fach Anatomie, wurde nun Oberassistent und Prosektor am Anatomischen Institut sowie bereits im Alter von 28 Jahren Privatdozent für Veterinär-Anatomie.
1933 wurde Baier aus politischen Gründen aus dem Hochschuldienst entlassen. Er wechselte nach Bad Hersfeld (Hessen), später nach Marktheidenfeld (Unterfranken) und praktizierte als Tierarzt. Ein Schwerpunkt seiner Arbeit wurde die Sterilitätsbekämpfung bei Rindern und Pferden. Außerdem qualifizierte er sich zum Fachtierarzt für Chirurgie. Im Zweiten Weltkrieg war er Wehrkreischirurg und Veterinäroffizier im Pferdelazarett Nürnberg.
1948 erhielt Baier die Berufung als ordentlicher Professor für Anatomie, Histologie und Embryologie sowie vertretungsweise als Direktor der Gynäkologischen und Ambulatorischen Tierklinik an der LMU München. Baier war 1951 Gründungsmitglied der Deutschen Veterinärmedizinischen Gesellschaft. Nach einer Neuordnung der Fachgebiete wurde er 1952 Professor für Physiologie und Pathologie der Fortpflanzung, insbesondere Gynäkologie und Geburtshilfe, und behielt die Leitung der Fachklinik. 1972 trat er in den verdienten Ruhestand, verstarb 2003 als Nestor der Münchener Tierärztlichen Fakultät im Alter von fast 100 Jahren und wurde auf dem Friedhof St. Remigius in Schleching (Oberbayern) beerdigt.

## Ehrenämter
- Dekan der Tierärztlichen Fakultät der LMU München
- Mitglied des Vorstandes der Bayerischen Landestierärztekammer
- Vorsitzender der Sektion Fortpflanzung der Deutschen Gesellschaft für Züchtungskunde
- Langjähriges Redaktionsmitglied der Zeitschrift Züchtungskunde

## Hauptwerk
- Tierärztliche Geburtskunde. Begründet durch Anton Otto Stoss. 3. – 5. Auflage (1958 bis 1981).
- Haftpflicht und Gewährschaft im Fortpflanzungsgeschehen der Haustiere. 1968.
- mit Gustav Comberg: Tierzüchtungslehre. Ulmer, Stuttgart 1958. 2. Auflage 1971.
- Als Veterinärstudent im München der zwanziger Jahre. Mit Anmerkung von Johann Schäffer. Parey, Berlin/Hamburg 1990.

## Auszeichnungen
- 1957: Komturkreuz des Verdienstordens von Italien
- 1967: Ehrenpromotion zum Dr. med. vet. durch die Vet.med. Fakultät der FU Berlin
- 1972: Ehrensenator der Tierärztlichen Hochschule Hannover
- 1974: Ehrenpräsident der Bayerischen Landestierärztekammer
- 1983: Hermann-von-Nathusius-Medaille der Deutschen Gesellschaft für Züchtungskunde[1]